# هرم بيبي الأول

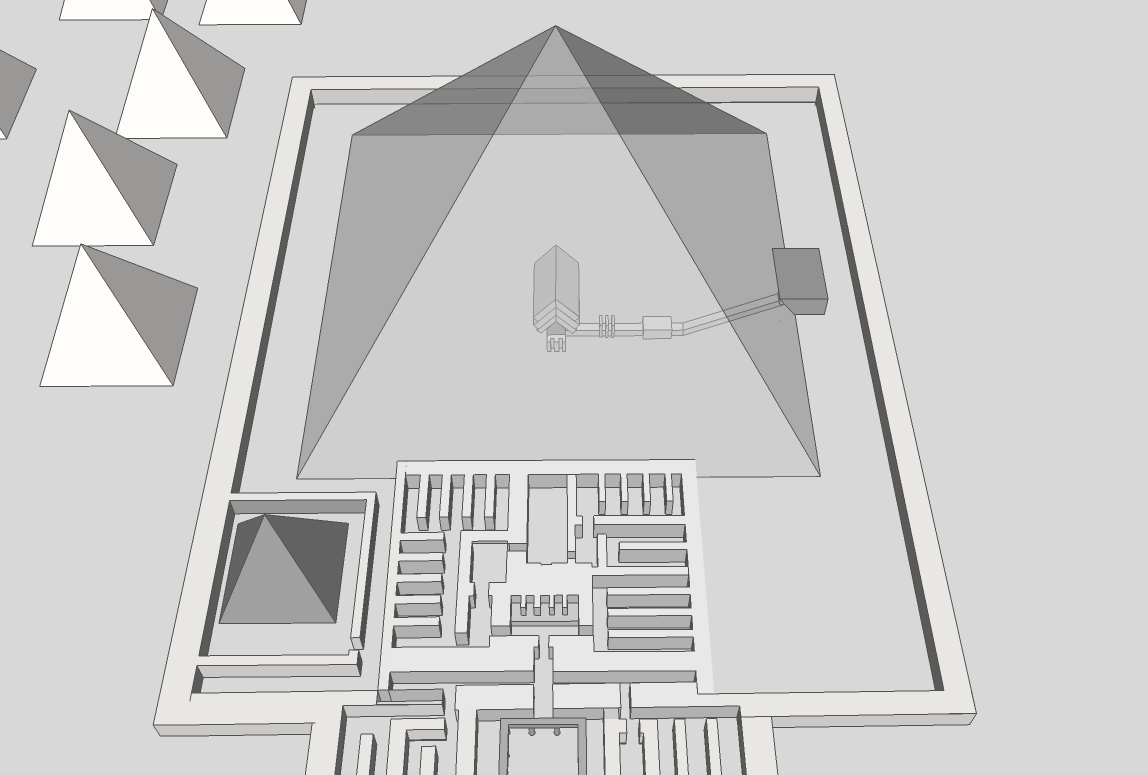
نموذج مجمع هرم بيبي الأول ثلاثي الأبعاد

هرم بيبي الأول (في المصرية القديمة من نفر بيبي يعني روعة بيبي تدوم) هو مجمع هرمي مبني للملك المصري بيبي الأول من الأسرة السادسة في القرن الرابع والعشرون قبل الميلاد أو القرن الثالث والعشرون قبل الميلاد قبل الميلاد. أعطى المجمع اسمه إلى العاصمة المصرية، منف. كما هو الحال في أهرامات أسلافه، امتلأت البنية التحتية لبيبي الأول بأعمدة رأسية من النصوص الهيروغليفية، نصوص الأهرام. تم اكتشاف هذه النصوص لأول مرة في هرم بيبي الأول عام 1880 من قبل جاستون ماسبيرو، على الرغم من أنها نشأت في هرم أوناس. مجموعة نصوص بيبي الأول هي أيضًا الأكبر من المملكة المصرية القديمة، وتتألف من 2263 عمودًا وسطرًا من الهيروغليفية.
حدد بيبي الأول موقع مجمع الأهرامات الخاص به في جنوب سقارة تقريبًا 2.4 كـم (1.5 ميل) شمال هرم جد كا رع. من غير الواضح سبب انتقال بيبي الأول إلى جنوب سقارة. ربما كان بيبي الأول قد نقل القصر الملكي جنوبًا وبعيدًا عن المدينة، أو ربما لم تُترك أي مواقع قابلة للحياة في شمال ووسط سقارة بعد أن بنى تيتي الهرم هناك. عهد بيبي الأول إلى إحدى زوجاته، إننك إنتي، ببناء النصب الجنائزي. كرر الهرم والبنية التحتية التصميم الأساسي لجد كا رع وهو متشابه نسبيًا. تعرض الهرم لأضرار جسيمة ويقف الآن كتلة صغيرة مدمرة. شهد المعبد الجنائزي أيضًا أضرارًا جسيمة من لصوص الحجارة، لكن العمل الذي قامت به البعثة الأثرية الفرنسية لسقارة / البعثة الأثرية الفرنسية السويسرية سقارة (MAFS) كشف أن المعبد قد تم وضعه تقريبًا بنفس الطريقة تمامًا مثل هؤلاء من سلفه. امتدت أعمال التنقيب في الجسر إلى أمتار قليلة فقط، ولا يزال معبد الوادي ومدينة الهرم غير محطتين.
أهم الاكتشافات في المجمع هي أهرامات الملكات. اعتبارًا من عام 2017، تم اكتشاف ما مجموعه تسعة أهرامات جنوب غرب مجمع بيبي الأول. تنتمي هذه الأهرامات إلى نوب وننت وإننك إنتي ومريت إتس الرابعة وعنخس إن بيبي الثانية وعنخس إن بيبي الثالثة وبيبي الأول مع مقبرة تنتمي إلى ابنها هورنتجريخيت شمالها، بهنو، هرم رهيريشفناخت وواحد، الهرم الغربي، لا يزال مجهولًا. يحتوي أهرام كوينز عنخيسنبيبي الثاني وبيهينو على نصوص هرم. يحتوي هرم رهيريشفناخت على كل من نصوص الهرم ونصوص التوابيت. هذا الاكتشاف مهم لسببين. الأول أنه أقدم هرم معروف لم يُبنى لأحد أفراد العائلة المالكة. والثاني هو أن كتاباته تمثل صلة بين المملكتين القديمة والوسطى.

## الموقع والحفر

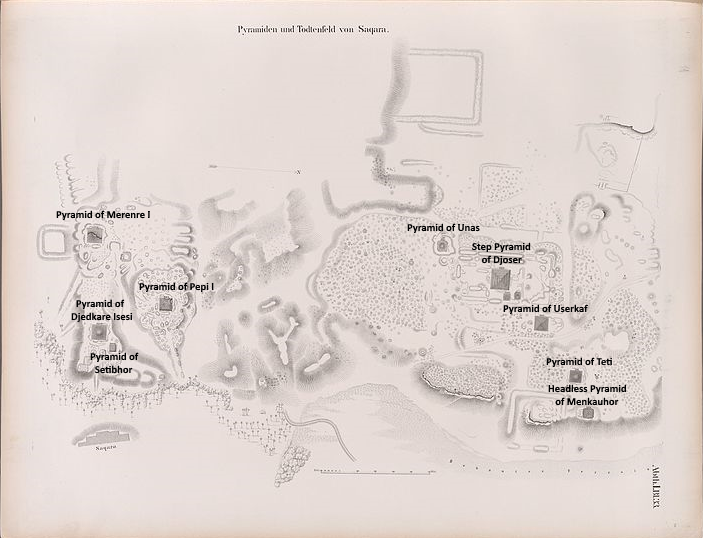
خريطة مشروحة لهضبة سقارة

بيبي الأول حددت موقعًا حول 2.4 كـم (1.5 ميل) شمال هرم جد كا رع في جنوب سقارة. يقترح مارك لينر أن وضع الهرم في شمال أو وسط سقارة ربما لم يكن ممكنًا بعد أن بنى تيتي الهرم هناك، وأن هذا قد يكون سبب اختيار بيبي الأول للانتقال إلى جنوب سقارة. يقترح يارومير مالك أن «قذارة ورائحة وضوضاء مدينة مزدحمة»، جد إيسوت إلى الشرق من هرم تيتي، ربما تسبب جد كا رع وبيبي الأول في نقل قصورهم الملكية إلى الجنوب وهذا من شأنه أن يفسر موقعهم لآثارهم الجنائزية في جنوب سقارة.
تم فحص الهرم لأول مرة بواسطة جون شاي بيرنج في ثلاثينيات القرن التاسع عشر. في عام 1880، غاستون ماسبيرو، مدير المعهد الفرنسي للآثار الشرقية في القاهرة، وصل إلى مصر. اختار موقعًا في جنوب سقارة، تل كان قد رسم خرائطه مسبقًا كارل ريتشارد لبسيوس، لأول تنقيب أثري له. هنا وجد أنقاض هيكل كبير حدده على أنه هرم بيبي الأول. خلال الحفريات، تمكن من الوصول إلى البنية التحتية حيث اكتشف أن الجدران كانت مغطاة بالنص الهيروغليفي - نصوص الأهرام. كان هذا هو أول هرم تم العثور على نصوص. عثر ماسبيرو أيضًا على نصوص في أهرامات أوناس وتيتي ومرن رع الأول وبيبي الثاني في 1880-1. هو نشر النتائج التي توصل إليها في 'نقوش أهرامات سقارة في 1894.
تقود مافس الجهود في موقع هرم بيبي الأول منذ عام 1950. قاد جان فيليب لوير وجان سانت فير جارنو جهود حتى عام 1963، ومنذ ذلك الحين كان الموقع تحت إشراف جان لوكلانت  وأندر جان لوكلانت الإشراف، تم تنفيذ «مشروع معماري وكتابي كبير» في أهرامات أوناس، تيتي، بيبي الأول، ومرينري الأول. في عام 1966، حجرة الدفن وممر تم اكتشاف البنية التحتية لهرم بيبي الأول. تم الكشف عن أن النصوص الموجودة في هرم بيبي الأول قد تم نقشها وتلوينها في الظل الأخضر، الذي أشار إليه المصريون القدماء باسم «وج»، والذي يرمز إلى «التجديد والإنبات».
تم التنقيب عن الوجه الجنوبي والجدار وقسم من الوجه الشرقي للهرم بين مارس وأبريل 1996. كما تم الكشف عن ثروة من كتل الحجر الجيري المنقوشة. وهي تحمل الأسماء من الأفراد المشاركين في بناء المجمع، وتعافيهم مهم لأنهم عادة ما يتم إخفاؤهم عن طريق الغلاف. من هذه النقوش تم التوصل إلى أن أفراد الأسرة شارك في المشروع. قام تيتي عنخ، ابن تيتي وفقًا لفاسيل دوبريف، بإدارة أنشطة مختلفة حول المجمع. يرتبط اسمه بشكل خاص بجدار العلبة وأخذ القياس. تظهر إينينك إنتي، زوجة بيبي الأول، على عدة كتل منقوشة بالعناوين التي تشير إلى دورها باعتبارها مهندس معماري وباني النصب. تم اكتشاف المزيد من كتل الحجر الجيري المنقوشة في الفترة ما بين فبراير وأبريل 1997. على مدار الأعوام من 1995 إلى 1997، تم إخلاء الجوانب الأربعة للهرم، واكتشفت مئات الكتل التي تسجل تورط حوالي أربعين فردًا.

## المجمع الجنائزي
تتكون المجمعات الجنائزية في الدولة القديمة من خمسة مكونات أساسية: (1) معبد الوادي. (2) طريق. (3) هرم أو معبد جنائزي  ؛ (4) هرم عبادة أو هرم تابع  ؛ و (5) الهرم الرئيسي.  يتكون مجمع بيبي الأول من: هرم رئيسي مكون من ست درجات من الحجر الجيري المغطى بالحجر الجيري الأبيض الناعم؛  معبد جنائزي قريب تمامًا من نسخ أسلافه،  مع هرم عبادة إلى الجنوب؛  ومعبد وادي وجسر لم يتم التنقيب فيهما.  تم اعتماد اسم مجمع هرم بيبي الأول، من نفر بيبي، كاسم عاصمة مصر، من نفر (منف).  

### الهرم الرئيسي
تم إنشاء الهرم بنفس الطريقة التي تم بها استخدام تقنيات أخرى منذ عهد جد كا رع:  تم بناء نواة بارتفاع ست درجات باستخدام كتل صغيرة من الحجر الجيري مرتبطة مع ملاط، ثم تغطيتها بكتل من الحجر الجيري الأبيض الناعم.   تم تجريد غلاف الحجر الجيري من أجل إنتاج الجير، ولم يمس إلا عند أدنى درجات.   نقش مجزأ عثر عليه MAFS في عام 1993 ينتمي إلى خعمواس، رئيس كهنة ممفيس وابن رمسيس الثاني،  من الأسرة التاسعة عشر تشير إلى أن الهرم كان في حالة جيدة نسبيًا في هذا الوقت، ويحتاج فقط إلى تحسينات طفيفة. 
الهرم مدمر الآن، والأبعاد الأصلية تقديرية. كان طول قاعدة الهرم هو 78.75 متر (258 قدم؛ 150 متر مكعب)، متقاربًا نحو القمة عند 53 درجة تقريبًا مما يعطي الهرم ذروة 52.5 متر (172 قدم؛ 100 متر مكعب) عند الانتهاء.  تترك الآثار المتبقية تلًا يبلغ ارتفاعه حوالي 12 متر (39 قدم؛ 23 مترًا مكعب)،   مع حفرة في وسطها حفرها لصوص الحجارة. 

### البنية التحتية
ذات مرة كانت كنيسة صغيرة في الشمال تقف فوق ممر المدخل على الوجه الشمالي للهرم. يؤدي هذا إلى ممر منحدر مبني من الحجر الجيري. ينتهي الممر عند دهليز يؤدي إلى الممر الأفقي. في منتصف الطريق على طول الممر الأفقي، يوجد الحاجز الرئيسي لثلاثة أعمدة من الجرانيت الوردي. تم تعزيز الممر بشكل إضافي بالجرانيت في ثلاثة أماكن.  تخطيط الغرف في هرم Pepi I هو نفس تخطيط أهرامات سلفه:   تقع غرفة الانتظار على المحور الرأسي للهرم، مع غرفة تحتوي على ثلاث فترات استراحة - تسمى «سرداب» - إلى الشرق، وحجرة الدفن إلى الغرب منها. كان لغرفتي الدفن والسابق الجملون أسقف مصنوعة من كتل الحجر الجيري بثلاث طبقات عميقة مع ستة عشر قالبًا في كل طبقة. يقدر وزن السقف بحوالي خمسة آلاف طن. 
السقف مطلى بنجوم بيضاء موجهة نحو الغرب على خلفية سوداء. تم العثور على تابوت على الجدار الغربي لغرفة الدفن. على الرغم من أن الفحص يشير إلى أن هذا كان تابوتًا بديلاً وليس التابوت الأصلي. يقترح لابروس أن الأصل قد تعرض للتلف أثناء النقل أو احتوى على عيوب تم الكشف عنها لاحقًا.  قامت MAFS باكتشاف نادر أثناء إجراء أعمال ترميمية في الغرفة:  صندوق كانوبي من الجرانيت الوردي، غارق في مكانة عند سفح التابوت، جنبًا إلى جنب مع حزمة من الأحشاء، كانت موجودة داخل جرة مرمرية واحتفظت بشكلها، يفترض أنها ملك للملك .   مصدر قطعة مومياء وأغلفة من الكتان الناعم وجدت في حجرة الدفن غير معروفة، ولكن من المفترض أنها تنتمي إلى بيبي الأول. المكونات الأخرى لمعدات الدفن الموجودة في الغرفة هي: شظايا من أوعية كانوبية مصنوعة من المرمر المصفر؛ صندل مصنوع من الخشب المحمر، وربما الجميز؛ سكين صوان صغير بعض الكتان مطوي وقطعة من الكتان عليها نقش «كتان لملك مصر العليا والسفلى فليعيش إلى الأبد». 

#### نصوص هرم بيبي الأول

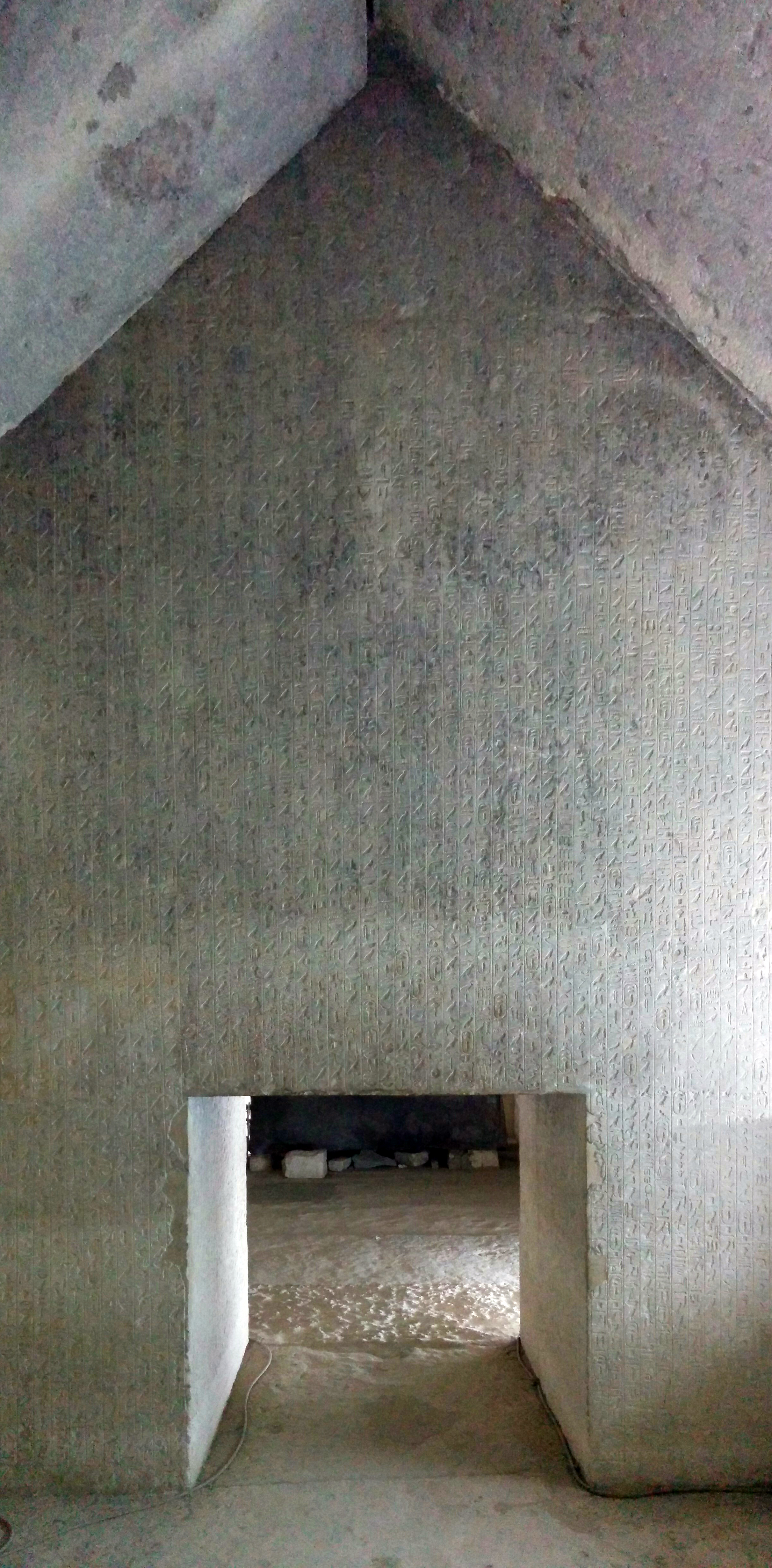
نموذج لنصوص هرم من مقبرة تيتي

ظهرت نصوص الأهرامات في الأصل في هرم أوناس في نهاية الأسرة الخامسة   لبدء تقليد التي استمرت في أهرامات الملوك والملكات من الأسرة السادسة إلى الأسرة الثامنة،   حتى نهاية الدولة القديمة.  تعد النصوص الموجودة في هرم بيبي الأول، التي تتكون من 2263 عمودًا وسطرًا من النص، أكثر مجموعة من النصوص شمولاً من العصر القديم. المملكة.  على الرغم من أن تقليد كتابة النصوص الهرمية قد بدأ في هرم أوناس،  تم اكتشافها في الأصل في هرم بيبي الأول في عام 1880.  
كان الاعتقاد المصري القديم يرى أن الفرد يتكون من ثلاثة أجزاء أساسية؛ الجسد، و«كا»، و با.  عندما يموت الشخص، تنفصل' كا 'عن الجسد وتعود إلى الآلهة من حيث أتت، بينما بقيت «با» مع الجسد.  جسد الفرد، مدفونًا في حجرة الدفن، لم يغادر جسديًا؛  لكن 'با' ، استيقظ، حرر نفسه من الجسد وبدأ رحلته نحو حياة جديدة.   كانت رحلة أخيت ذات أهمية في هذه الرحلة: الأفق، ملتقى بين الأرض والسماء ودوات.  بالنسبة إلى قدماء المصريين، كان أخيت هو المكان الذي تشرق منه الشمس، ولذلك يرمز إلى مكان الميلاد أو القيامة.   في النصوص، يكون الملك ج جميعهم يتحولون إلى  آخ  في أخيت.   «آخ»، حرفياً «الكائن الفعال»، هو الشكل المُبعث من الموتى،   تم تحقيقه من خلال العمل الفردي وأداء الطقوس.  إذا فشل المتوفى في إكمال التحول، فقد أصبح «موتو»، أي «الموتى».   كانت وظيفة النصوص، بالتوافق مع جميع الأدب الجنائزي، هي تمكين لم شمل الحاكم  با  و  كا  مما يؤدي إلى التحول إلى  آخ  ،   ولتأمين الحياة الأبدية بين الآلهة في السماء.   
باستثناء الجزء السفلي من الطرف الغربي للغرفة، والذي تم رسمه في شكل واجهة القصر الملكي، تمت تغطية الجدران الأربعة لغرفة دفن بيبي الأول بنصوص الأهرام.  تم نقش الجدار الغربي وجملون غرفة دفن بيبي الأول بنصوص تتعلق بموضوعين.   الأول الحاضر حورس في دور رئيس القداس،  والثاني يتضمن تقديم جثة أوزوريس إلى والدته، نوت.  هذه النصوص هي 'ساكو' ،  وتعني «ما يجعل المرء في  آخ »   وتخدم «حماية الملك وإعادة تشكيله وتغييره في تابوته».  يحيط بها - في الغالب على الطرف الغربي للجدار الشمالي، ولكن أيضًا بنصين في سجل صغير على الطرف الغربي من الجدار الجنوبي  - بنصوص معنية بدور أخت أوزوريس إيزيس ونفتيس.  على الطرف الغربي من الجدار الجنوبي، أسفل النصوص إيزيس ونفتيس، هي مجموعة من النصوص التي تتناول موضوع صعود الملك إلى السماء. 
يتكون باقي الجدار الشمالي لغرفة الدفن من طقوس القرابين والشارة.  فريد من نوعه لهرم بيبي الأول، تم تحديد الطقوسين بوضوح في سجلات منفصلة. تم نقش باقي الجدار الجنوبي من حجرة الدفن بطقوس القيامة؛  تتناول علاقة الملك بالآلهة وخروجه من قبره.  تبدأ نسخة بيبي الأول من الطقوس بتهجئة فريدة ولكنها شبه مفقودة تمامًا.  أخيرًا، تم نقش الجدار الشرقي والجملون مع تهيمن النصوص على العلاقة بين «الطقوس» - في حالة بيبي الأول ابنه - وبيبي الأول، وتحتوي على تعويذات شخصية من حين لآخر.   في الممر بين غرف الدفن والغرف السابقة، توجد مجموعة من أربعة تعاويذ منقوشة على الجدران الشمالية والجنوبية. 
 عد، ابتعد! دع حورس يحترمني وست يحميني. 
 ارجع، ابتعد! دع أوزوريس يحترمني وخيرتي يحميني. 
 ارجع، ابتعد! دع إيزيس تحترمني ونفتيس يحميني. 
 كن بعيدا! دع عيون إلى الأمام تحترمني وتحميني تحوت. 
 ارجع، ابتعد! دع أولئك الذين يعيشون في الليل يحترمونني ويحميني من هم في سن الشيخوخة. 
 [...] 
 هل يجب أن تحاول إيزيس أن تأتي في هذا الوضع السيئ لها، فلا تفتح ذراعيك لها، ولكن دعنا نقول عن هويتها عن بوتريد 
 المنشعب، (وقل): «ممنوع! اذهب إلى منازل مانو! كفى! اذهب 
 إلى حيدجبت، حيث ستضرب!» 
 [...] 
 هو الذي يعطي إصبعه ضد هذا الهرم و 
 حاوية هذا الإله لـ بيبي وكا الخاص به، فقد أعطى إصبعه ضد 
 حورس في المياه الباردة. سوف يجتاز نفتيس 
 كل مكان من [والده] جب. تم الاستماع إلى قضيته من قبل 
 Ennead وليس لديه أي شيء، وليس لديه منزل. إنه شخص ملعون، 
 يأكل جسده. 
 - نص الهرم 534  .   } 
الجدران الغربية والجنوبية لغرفة الانتظار منقوشة بنصوص تدور موضوعها الأساسي حول الانتقال من الإنسان إلى العالم السماوي.  يحتوي الجدار الشمالي على مجموعتين من النصوص: تلك المتعلقة بصعود الملك إلى السماء، والتي لا تظهر بخلاف ذلك في غرفة انتظار الأهرامات الأخرى، وتلك المتعلقة بتحويل الملك إلى حورس.  الجدار الشرقي لغرفة الانتظار يحمل تعويذات يحمي ويوفر للملك.   تم نقش المقطع إلى «السرداب» مع طقوس الصباح،  لكن «السرداب» نفسه تُرك بدون نقش. 
تم تقسيم نصوص الممر الأفقي إلى ثلاثة أقسام. موضوعهم المهيمن هو صعود الملك إلى السماء ، جنبًا إلى جنب مع النصوص الشخصية الأخرى ، تعويذة واقية للمقبرة ، و «اللامبالاة النهائية ضد وصي الباب» في القسم الشمالي الشرقي.   الدهليز منقوش على الجدران الجنوبية والغربية والشرقية. يبدو عمومًا أن نصوص الجدار الجنوبي كان يُقصد بها أن تُؤدَّى على تمثال للملك ، مع بعض التعاويذ الإضافية التي تسمح للملك بفتح أبواب الدهليز. يتعلق الجداران الغربي والشرقي في المقام الأول بقدرة الملك على المرور داخل وخارج القبر. ظل الجدار الشمالي غير مكتوب. 
يبدو أن ممر بيبي الأول التنازلي / الممر الصاعد هو الوحيد الذي تم إدراجه بنصوص الهرم.  هذه مقسمة إلى قسمين ،   لكن محتوياتها بالكامل غير معروفة بسبب حالة الأضرار التي لحقت بالجدران.  الطرف الجنوبي من يحتوي الجدار الغربي على نصوص تتعلق بانضمام الملك إلى رع في السماء ، كما هو الحال مع الطرف الشمالي للجدار الشرقي ، والذي يحتوي أيضًا على تعاويذ لإدامة عبادة الملك. يحتوي الطرف الجنوبي للجدار الشرقي على نصوص إمداد. يحتوي الطرف الشمالي للجدار الغربي على نوبات أكثر تتعلق بصعود الملك إلى السماء. 

### معبد الوادي والجسر ومدينة الهرم
لم يتم حفر معبد الوادي ومدينة الهرم والجسر ، باستثناء بضعة أمتار بالقرب من المعبد الجنائزي. 

### المعبد الجنائزي

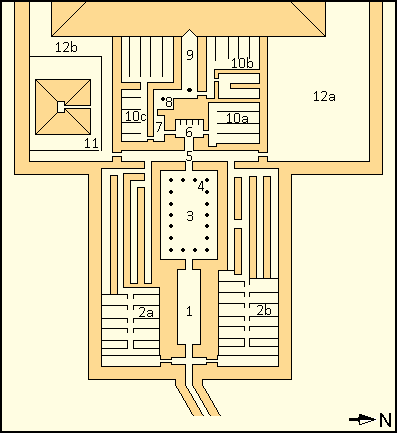
تخطيط معبد بيبي الأول الجنائزي. بالترتيب: 1) صالة مدخل بها غرف تخزين (2 a و b). 3) فناء به (4) أعمدة. 5) الممر المستعرض. 6) خمسة مصلى تمثال متخصص. 7) الدهليز. 8) "غرفة انتظار مربعة" ؛ 9) صالة عرض بها غرف تخزين (10a-c). 11) هرم العبادة. 12 a و b) فناء الهرم

تعرض المعبد الجنائزي لأضرار جسيمة على يد لصوص الحجارة الذين حصدوا الحجر الجيري المستخدم في بنائه لإنتاج الجير ،   تاركين وراءهم فرن الجير الذي أقاموه في أرض المعبد.  على الرغم من حالة المعبد ، سمحت الأعمال الأثرية لـ MAFS بإعادة بناء مخطط وخصائص المعبد .  تم وضع المعبد وفقًا لخطة قياسية  بالقرب تمامًا مثل معابد جد كا رع ، أوناس وتيتي. 
كان للمعبد قاعة مدخل تؤدي إلى فناء مفتوح ذو أعمدة. كانت القاعة محاطة بمخازن التخزين من الشمال والجنوب. احتوى المعبد الداخلي على كنيسة بها خمسة محاريب للتمثال. كما احتوت أيضًا على قاعة تقديم وغرف أساسية أخرى.  تم اكتشاف تماثيل الحجر الجيري لأسرى راكعين وأيدي مقيدة خلف ظهورهم  في الجزء الجنوبي الغربي من المعبد الداخلي ، حيث تم التخطيط لإلقائهم في فرن الجير.   تم كسر التماثيل في العنق والخصر. تنص  ميروسلاف فيرنر على أن هذه التماثيل كانت تصطف ذات مرة في ساحة الفناء المفتوحة ، وربما أيضًا قاعة المدخل ، حيث خدموا في الجناح من أي شخص يهدد القبر.  جان فيليب لوير يفترض أن التماثيل كانت تصطف على الجسر لتمثل الشعب المقهور في الشمال والجنوب.  لاحظ ريتشارد ويلكينسون أن الموقع الأصلي لهذه التماثيل غير معروف. 
تم تدمير «غرفة الانتظار المربعة» في معبد بيبي الأول بالكامل. تم تحديد باب المدخل على جانبه الشرقي على أساس بقايا الجرانيت. كان للغرفة في الأصل سقف بارتفاع 6.29 متر (20.6 قدم ؛ 12.00 متر مكعب). تشمل الاكتشافات داخل الغرفة أقسامًا من الرصيف جنبًا إلى جنب مع قاعدة العمود المركزي التي ظلت «في موقعها» في وسط الغرفة. تم استبدال عمود الجرانيت النموذجي بعمود مثمن الأضلاع. تم استرداد أجزاء من الزخرفة البارزة بواسطة لابروس. 

### هرم العبادة
هرم العبادة في حالة حفظ أفضل من المعبد الجنائزي. تشير شظايا التماثيل واللوحات وطاولات القرابين إلى استمرار العبادة الجنائزية في المملكة الوسطى. على الرغم من ذلك ، كان الهرم يسقط في الخراب من قبل المملكة الحديثة. 
لا يزال الغرض من هرم العبادة غير واضح. كانت تحتوي على حجرة دفن لكنها لم تستخدم للدفن ، وبدلاً من ذلك يبدو أنها كانت بنية رمزية بحتة.  ربما استضافت كا الملك ،  أو تمثال مصغر للملك.  ربما تم استخدامها في العروض الطقسية التي تتمحور حول دفن وقيامة روح «كا» خلال مهرجان «سد». 

## أهرامات الملكات وغيرها من الهياكل المهمة

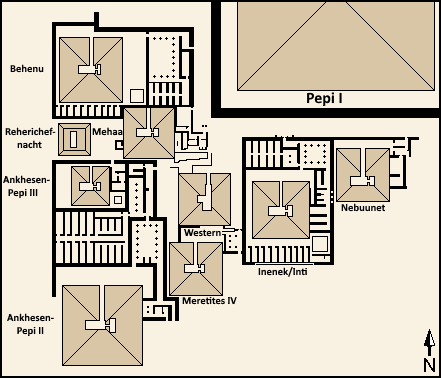
خريطة مشروحة للمقبرة جنوب غرب هرم بيبي الأول

أهم الاكتشافات في مجمع بيبي الأول هي أهرامات الملكات.   اعتبارًا من عام 2017، يوجد إجمالي تسعة أهرام تم اكتشافه في منطقة تقع إلى الجنوب الغربي من هرم بيبي الأول. تنتمي هذه الأهرامات إلى: نوب وننت وإننك إنتي ومريت إتس الرابعة وعنخس إن بيبي الثانية وعنخس إن بيبي الثالثة مع مقبرة تنتمي إلى ابنها هورنتجريخيت في شمالها ، هرم رهيريشفناخت وشخص مجهول.   

### هرم نوب وننت
كانت نيبونيت زوجة بيبي الأول ، ودُفنت في هرم مجاور له.  المجمع هو أقصى شرق تم اكتشافه حتى الآن ، ويحتوي على هرم مدمر ومعبد جنائزي صغير .  الهرم المشيد من الحجر الجيري ،  يبلغ طول قاعدته حوالي 20.96 متر (68.8 قدم ؛ 40.00 متر مكعب) ويبلغ ارتفاع قمته 21 م (69 قدم؛ 40 ذراع).   تم ضبط مدخله على رصيف الكنيسة الشمالية ويؤدي إلى ممر منحدر. ينتقل هذا إلى ممر أفقي عبر دهليز مزيف. حراسة بوابة واحدة من الجرانيت كانت تقع جنوب المحور الرأسي للهرم.  البنية التحتية لها نفس التصميم مثل هرم إننك إنتي ، مع التمييز أن كان تابوتها مصنوعًا من الجرانيت الوردي ، بدلاً من الرمادي.   شرق حجرة الدفن كان «السرداب»  التي تحتوي على شظايا من المعدات الجنائزية بما في ذلك ثقل خشبي أسطواني وريش نعام خشبي ، يحتمل أن تمثل ريش ماعت. 
يتم الدخول إلى المجمع من خلال باب من الحجر الجيري يواجه هرم بيبي الأول. تمت إعادة تجميع الباب بالكامل تقريبًا من مكونات أعيد اكتشافها. كل دعامة باب لها صورة كاملة للملكة تصورها كامرأة نحيلة ، ترتدي باروكة شعر مستعار يحيط بوجهها ، ومجهزة بغمد وقلادة كبيرة تتدلى حول رقبتها.  تمسك بإحدى يديها زهرة لوتس تتنفس في رائحتها ، بينما الأخرى معلقة خلفها.   اسمها ولقبها منقوشان على عوارض الباب: «زوجة الملك ، حبيبته ، نيبونيت». في الجزء العلوي من الدعامة ، تحت الكتابة الهيروغليفية للسماء ، صقر ملكي بأجنحة منتشرة يمسك عنخًا يشير إلى خرطوشة تحمل اسم بيبي الأول ، وهي نفسها جزء من وحدة من ثلاثة أعمدة من النص. 
يؤدي الباب المصنوع من الحجر الجيري للمجمع إلى غرفة انتظار يمكن من خلالها الوصول إلى الفناء المحيط بالهرم ومعبد جنائزي صغير للوجه الشرقي للهرم.  المعبد في حالة خراب كاملة ، باستثناء قاعة القرابين وقسم من الجدار حوالي 1 متر (3.3 قدم)، والتي تم الحفاظ عليها بشكل أفضل.  شمال قاعة القرابين كان هناك مصلى صغير به ثلاثة محاريب.  داخل القاعة ، تظهر أجزاء من المنحوتات الملكة على منصة مع أسود تواجه إلهة تحمل ' صولجان 'واس' وعلامة 'عنخ'.  تم الحفاظ على القليل جدًا من الزخرفة البارزة للمعبد. 

### هرم إننك إنتي
كانت إنينيك إنتي زوجة ووزيرًا لبيبي الأول ، ودُفنت في هرم مجاور له.   كان طول قاعدة الهرم 21 م (69 قدم؛ 40 ذراع) ، متقاربًا نحو القمة بنسبة 1: 2 إلى ذروة ارتفاع 21 م (69 قدم؛ 40 ذراع).   المنطقة الأساسية لـ إننك إنتي وبالتالي فإن الهرم هو 1/14 من هرم بيبي الأول ، وحجمه 1/10.  في المقابل ، فإن هرمها ومعبدها الجنائزي أكبر من ذلك ينتمي إلى نوب وننت إلى الشرق.  هرم إننك إنتي محاط بجدار محيط بسمك  1.5 متر (4.9 قدم). 
يتم الدخول إلى الهرم عند مدخل مصلى صغير على وجهه الشمالي. يؤدي المدخل إلى ممر هبوطي قصير ينتهي عند دهليز يفتح على الممر الرئيسي.  يؤدي الممر ، المحروس بواسطة بوابة واحدة من الجرانيت ، نحو غرفة الدفن  تحت المحور الرأسي للهرم.  إلى الشرق من حجرة الدفن يوجد «سرداب». على الجانب الغربي من حجرة الدفن يوجد تابوت رمادي.  الغرفة في حالة خراب ، ولم يتم الاحتفاظ إلا بأجزاء من المعدات الجنائزية: قطع من الأجهزة الحجرية في مختلف ألوان وأوعية ذات أغطية من الحجر الجيري تهدف إلى حماية المؤن الجنائزية. 
المعبد الجنائزي للمجمع ضيّق وينتشر على طول الجوانب الشمالية والشرقية والجنوبية للهرم.  عمودان من الجرانيت يواجهان الشمال باتجاه هرم الملك يعملان كباب إلى معبد. الأعمدة منقوشة باسم إننك إنتي ، وصور الملكة جالسة ، تتنفس برائحة زهرة اللوتس. يوجد هنا مسلتان من الحجر الجيري الرمادي يصوران الملكة واقفة. تم نقش هذه أيضًا باسمها ، أحدهما مع إننك والآخر مع إنتي. كما أنها تحمل ألقابها.  يتكون المعبد الخارجي من قاعة وفناء ذو أعمدة في الشمال الشرقي.   جنوب الفناء ،  على الوجه الشرقي ، كانت قاعة القرابين وغرفة تحتوي على ثلاثة محاريب للتمثال.   مجموعة من المخازن إلى الشمال والجنوب.  في الزاوية الجنوبية الشرقية ،  كان هرم عبادة صغير.  كان طول قاعدة هرم العبادة 6 م (20 قدم؛ 11 ذراع). 

### الهرم الغربي
هوية صاحبة هذا الهرم محفوظة على مسلة أمام هرمها فقط باعتبارها «الابنة الكبرى للملك».  كان هذا أول هرم للملكة يتم اكتشافه بواسطة MAFS في عام 1988.  كان طول قاعدة الهرم حوالي 20 م (66 قدم؛ 38 ذراع) ،  مثل نوب وننت ، لكن الآثار لا تزال تافهة 3 م (9.8 قدم؛ 5.7 ذراع) طويلاً.  يتم الدخول إلى البنية التحتية على الوجه الشمالي.  تقع حجرة الدفن تحت المحور الرأسي للهرم.  موقع «السرداب» غير معتاد ، حيث يقع جنوب حجرة الدفن بدلاً من ذلك. الشرق.    تم العثور على بقايا كبيرة من المعدات الجنائزية بالداخل ، ولكن بدون اسم:  أوزان خشبية وريش نعام ، خطافات أسماك نحاسية ، وأواني طينية.  بها معبد جنائزي مبني على عجل ، مع قاعة قرابين وغرفة بها محاريب للتمثال. تم اكتشاف أجزاء الإغاثة التي تصور مشاهد المواكب والعقارات ، إلى جانب خرطوشة غير مكتملة باسم بيبي الأول. 

### هرم مريت إتس الرابعة
كانت مريت إتس الرابعة زوجة بيبي الأول ،  أو بيبي الثاني.  يقع هرمها في الجنوب من «الهرم الغربي» المجهول.   يبلغ طول قاعدته 21 متر (69 قدم ؛ 40 مترًا مكعب) [  وبنيتها التحتية مزينة بلقب الملكة المطلية في منتصف الطريق حتى أعلى جدران الغرفة.  أثناء التنقيب ، شظايا الخشب ، على الأرجح من صندوق أو صندوق كانوبي تم اكتشافها بصيغ من نصوص الأهرام المرسومة عليها.  تم تسجيل هويتها وصورتها وعناوينها في فناء به خمسة أعمدة.  في عام 2007، تمت استعادة هرم مريت إتس الرابعة بالكامل واستبدال هرم مترابط رمادي اللون.  المجمع هو يتم الوصول إليها من الشمال الشرقي عبر ممر طويل متصل بالشارع يؤدي إلى الفناء. غرب الفناء هو الجانب الشمالي من الهرم. جنوب الفناء هو المعبد الداخلي. يحيط بمجمعها أهرامات عنخس إن بيبي الثانية من الغرب ، وإننك إنتي من الشرق ، والهرم الغربي من الشمال. 

### هرم عنخس إن بيبي الثانية

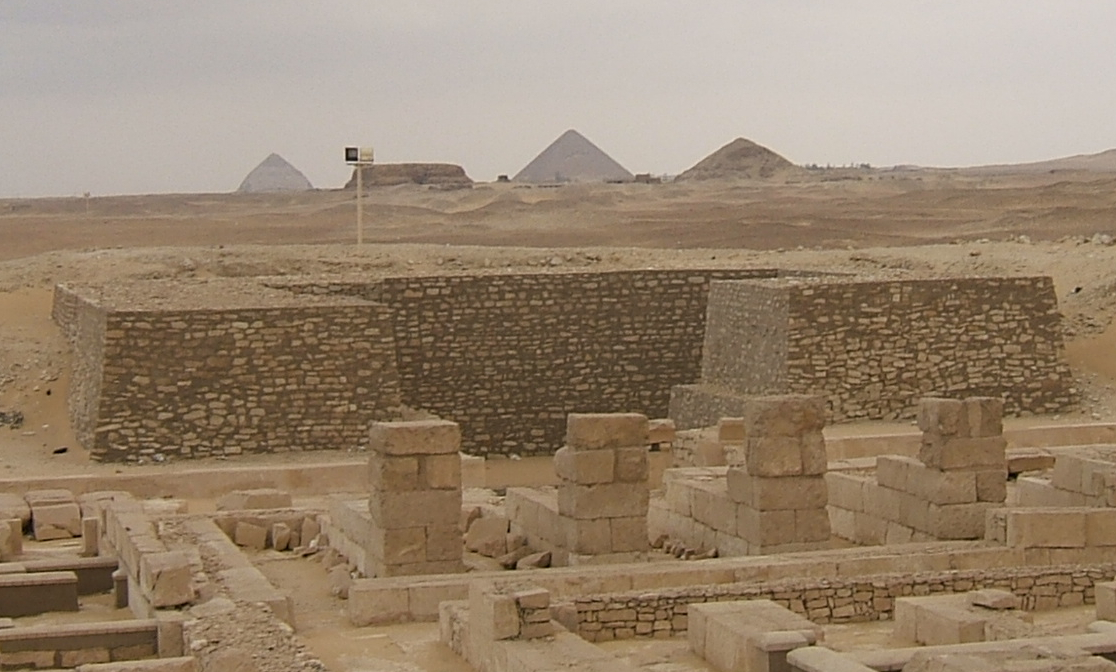
هرم الملكة عنخس إن بيبي الثانية

عنخس إن بيبي الثانية زوجة بيبي الأول وأم بيبي الثاني.  يقع هرمها جنوب غرب هرم مريت إتس الرابعة ، في الركن الجنوبي الغربي من المجمع.   بطول قاعدة 31.4 متر (103 قدم ؛ 59.9 متر مكعب)، وهو أكبر هرم في المجمع بعد هرم بيبي الأول. تم بناء المعبد الجنائزي الخارجي أو العام على محور الشمال والجنوب. يوجد إلى الغرب سلسلة من 21 غرفة تخزين مرتبة بطريقة مشط الأسنان ، وإلى الجنوب يوجد فناء كبير ببابين. يؤدي الباب الجنوبي الشرقي إلى القالب الداخلي أو الخاص. يؤدي الباب الجنوبي الغربي إلى الوجه الشمالي للهرم. 
على الوجه الشمالي للهرم ، تم العثور على بقايا مصلى شمالي بعرض 4.2 متر (14 قدم ؛ 8.0 متر مكعب). تم اكتشاف البنية التحتية للهرم مليئة بالرمل والحطام ، ولكن بمجرد تنظيفها كشفت عن 7.34 م (24.1 قدم ؛ 14.01 متر مكعب) (شرق - غرب) بمقدار 3.15 متر (10.3 قدم ؛ 6.01 متر مكعب) (شمال - جنوب) حجرة الدفن. إلى الشرق يوجد «سرداب» غير مكتوب عليه.  تحتوي حجرة الدفن في هرم عنخس إن بيبي الثانية على تابوت ضخم من البازلت.  يبلغ طول جسم التابوت 2.84 م (9.3 قدم) بطول 1.27 م (4.2 قدم). كان له غطاء ، تم العثور عليه مجزأ إلى أربع قطع ، ويبدو أنه مصنوع من مادة مختلفة عن جسم التابوت.  يظهر لقب الملكة على التابوت الحجري والغطاء الذي يحددها بصفتها والدة الملك ، وابنة جيب ونوت.  تم العثور على شظايا عظام الذراع والساق والقدم أثناء إخلاء التابوت. تم تحديد هؤلاء على أنهم ينتمون إلى أنثى بالغة ناضجة مصابة بالتهاب المفاصل.  تحتوي جدران البنية التحتية على نصوص هرم.  
في المعبد الجنائزي للنصب التذكاري الجنائزي لـ عنخس إن بيبي الثانية ، تم اكتشاف كتلة زخرفية تحمل خراطيش بيبي الأول وبيبي الثاني ومرن رع الأول في عام 1998. تم شرح أول خرطوشين بسهولة: بيبي الأول كان زوج عنخس إن بيبي الثانية وبيبي الثاني كان ابنها. أما الجزء الثالث ، وهو مرن رع الأول ، فقد ظل غير مفسر حتى تم العثور على كتلة زخرفية ثانية تالفة في الفناء القائم على الأعمدة بعد عام. حملت ألقاب الملكة عنخس إن بيبي الثانية وعرفتها على أنها زوجة ميرن رع الأول.  وفقًا لبروس ، تزوج عنخس إن بيبي الثانية من ابن أختها مرن رع الأول بعد الوفاة لـ بيبي الأول. 

### هرم عنخس إن بيبي الثالثة
عنخس إن بيبي الثالثة كانت ابنة مرن رع الأول وزوجة بيبي الثاني.  يقع هرمها شمال هرم عنخس إن بيبي الثانية ، وجنوب غرب مدينة محا.  مجمع هرميها هو الأصغر في مجمع بيبي الأول الأكبر. حجمه مقيد بحدود المجمع إلى الغرب ، ومعبد الجنائز عنخس إن بيبي الثانية إلى الجنوب والشرق ، وساحة في الشمال تحتوي على الأرجح على مرافق العبادة. يبلغ طول قاعدة الهرم 15.72 مترًا (51.6 قدمًا ؛ 30.00 متر مكعب). يتم دخول المجمع في الزاوية الشمالية الشرقية للجدار الشمالي ويسبقه مسلتان. على الوجه الشرقي للهرم يوجد المعبد الجنائزي الذي تم تقليصه إلى معبد حميمي يتكون من غرفتين تؤديان إلى قاعة القرابين. جنوب شرق الهرم عبارة عن فناء صغير يضم هرمًا للعبادة في وسطه.  تم العثور على أجزاء من مرسوم بيبي الثاني بتكريم عنخس إن بيبي الثالثة شمال جدار المجمع للمجمع. 
تضررت حجرة الدفن بالهرم بشدة. يحتوي على تابوت مصنوع من كتلة واحدة من الحجر الرملي مدفونة في الأرضية ، مع غطاء من الجرانيت المقطوع تقريبًا.  تم طلاء الجدران المحيطة بالتابوت لتمثيل واجهة القصر الملكي .  التابوت الحجري منقوش باسم وألقاب عنخس إن بيبي الثالثة ، ويحتوي على أجزاء من العظام. 
في الجزء الغربي من المجمع الجنائزي ، تم الكشف عن بنية فوقية من الطوب اللبن. أدى عمود من الهيكل إلى غرفة مقببة ، يمكن من خلالها الوصول إلى غرفة الدفن المزخرفة من الحجر الجيري. يبدو أن الدفن يعود إلى الفترة الانتقالية الأولى.  مالك الدفن هو عنخنس ، كاهنة حتحور عنخس إن بيبي الثالثة.  إلى جانب الدفن ، كان هناك تمثال خشبي مزخرف 38 سـم (15 بوصة) للموضوع وخمسة مقابض مرايا خشبية مزخرفة تعافى. 

### هرم مها وقبر هورنتجريخيت
كانت مها زوجة بيبي الأول.  دفنت في هرم في نهاية شارع كوينز (بالفرنسية: rue de reines).   قبل الهرم مبنى يحمل اسم وصورة الأمير هورنتجريخيت ،  ابن بيبي الأول. 

### هرم بهنو
كانت بهنو زوجة بيبي الأول أو بيبي الثاني. في عام 2007، تم الكشف عن بقايا هرمها.   يقع الهرم في الطرف الغربي للمجمع ، شمال هرم مها مباشرةً.   يبلغ طول قاعدته 26.2 مترًا (86 قدمًا ؛ 50.0 متر مكعب) مما يجعله ثاني أكبر هرم للملكات في المقبرة بعد عنخس إن بيبي الثانية  تم العثور على شظايا في المعبد الجنائزي حددت المالك ، بهنو. يتطابق الاسم مع أجزاء من نصوص الأهرام التي تم العثور عليها سابقًا حول قبر رهيريشفناخت.  يجب أن تكون هذه الأجزاء قد نشأت من غرف هرمها.  كانت الجدران المحيطة بالتابوت الحجري في حجرة الدفن مزينة برسوم باللونين الأسود والأحمر لواجهة القصر الملكي والنص المنقوش أعلاه.  تم الاحتفاظ بقطع من الطلاء الأخضر على بعض الحروف الهيروغليفية المنقوشة ، مع وجود خطوط مطلية باللونين الأسود والأحمر تفصل بين السجلات الرأسية. 
يتم إدخال سور المجمع بالقرب من الزاوية الشمالية الشرقية من شارع شمال - جنوب. يؤدي المدخل إلى دهليز به باب يؤدي إلى الفناء في الزاوية الشمالية الغربية. الفناء له مدخلان. الأول ، في الجنوب الشرقي يؤدي إلى دهليز بغرفتين متصلتين. إلى الشمال دهليز طويل بلا نوافذ. إلى الغرب سلسلة من عشرة غرف تخزين. يؤدي الباب الثاني في الشمال الغربي من الفناء إلى المعبد الداخلي أو الخاص. هنا يمكن الوصول إلى سلسلة من الغرف من ممر يمتد من الشمال إلى الجنوب بما في ذلك: غرفة بلا نوافذ ، ومصلى التمثال وقاعة القرابين. في الركن الجنوبي الشرقي من الهرم يوجد فناء صغير في وسطه هرم عبادة.  طول قاعدة هرم العبادة 5.5 م (18 قدم ؛ 10.5 متر مكعب)
في حطام المعبد ، الذي كان يحمل علامات الدمار والترميم ، تم العثور على رأس تمثال صغير محفوظ لبيهينو يرتدي باروكة شعر مستعار وعيون مثبتة.  اكتشفت مائدة قرابين بالقرب من نصب بهنو التذكاري ، وقد حددت ابنة بهنو المسماة حابي. 

### هرم رهيريشفناخت
في عام 2004، تم اكتشاف  هرمًا لشخص يُدعى رهيريشفناخت في مجمع هرم بيبي الأول.  من المحتمل أن يعود تاريخ الهرم إلى نهاية الأسرة الحادية عشر، وبالتالي فهو أقدم هرم معروف لم يتم بناؤه لأحد أفراد العائلة المالكة. يبلغ طول قاعدته 13.12 متر (43.0 قدم ؛ 25.04 مترًا مكعب) مصنوعة من كتل الحجر الجيري التي يُفترض أنها جُزِعت من الهياكل المجاورة. تم العثور على بقايا من اللوحات ، وطاولات القرابين ، ومواقف الأبواب ، وعتب ، وكثير منها يحمل أسماء في قلب الهرم. أحد الاكتشافات المهمة هو اسم زوجة بيبي الأول ، سبتحور غير المعروفة سابقًا.  تحتوي البنية التحتية للهرم على نصوص هرم ونصوص تابوت ، وبالتالي يمثل رابطًا بين المملكة القديمة والمملكة الوسطى في مصر.  البنية التحتية لها تصميم بسيط: من الشمال ، يؤدي عمود إلى حجرة الدفن المغطاة بالحجر بلاطات ، أحدها يحمل اسم رهيريشفناخت. تم تزيين الغرفة بزخارف غنية ، وتحتوي على نصوص هرم 214-217 ونص تابوت 335. لم يتم بناء أي مبانٍ أخرى مرتبطة بمجمعات هرمية ، ولم يتم العثور على دفن لزوجة رهيريشفناخت. 